# Alboussière
Alboussière (Saint Didier de Crussol avant le décret du 13 novembre 1880) est une commune française située dans le département de l'Ardèche, en région Auvergne-Rhône-Alpes.

## Géographie

### Localisation
Alboussière est une petite commune, à l'aspect essentiellement rural, située dans le centre-est du département de l'Ardèche, à 20 kilomètres de Valence et 20 kilomètres de Lamastre.

### Climat
En 2010, le climat de la commune est de type climat méditerranéen altéré, selon une étude du CNRS s'appuyant sur une série de données couvrant la période 1971-2000. En 2020, Météo-France publie une typologie des climats de la France métropolitaine dans laquelle la commune est dans une zone de transition entre le climat de montagne et le climat méditerranéen et est dans la région climatique Moyenne vallée du Rhône, caractérisée par un bon ensoleillement en été (fraction d’insolation > 60 %), une forte amplitude thermique annuelle (4 à 20 °C), un air sec en toutes saisons, orageux en été, des vents forts (mistral), une pluviométrie élevée en automne (250 à 300 mm).
Pour la période 1971-2000, la température annuelle moyenne est de 10,7 °C, avec une amplitude thermique annuelle de 16,9 °C. Le cumul annuel moyen de précipitations est de 973 mm, avec 7,6 jours de précipitations en janvier et 5,5 jours en juillet. Pour la période 1991-2020, la température moyenne annuelle observée sur la station météorologique de Météo-France la plus proche, « Colombier Jeune Rad », sur la commune de Colombier-le-Jeune à 8 km à vol d'oiseau, est de 11,6 °C et le cumul annuel moyen de précipitations est de 965,0 mm,. Pour l'avenir, les paramètres climatiques de la commune estimés pour 2050 selon différents scénarios d'émission de gaz à effet de serre sont consultables sur un site dédié publié par Météo-France en novembre 2022.

### Hydrographie

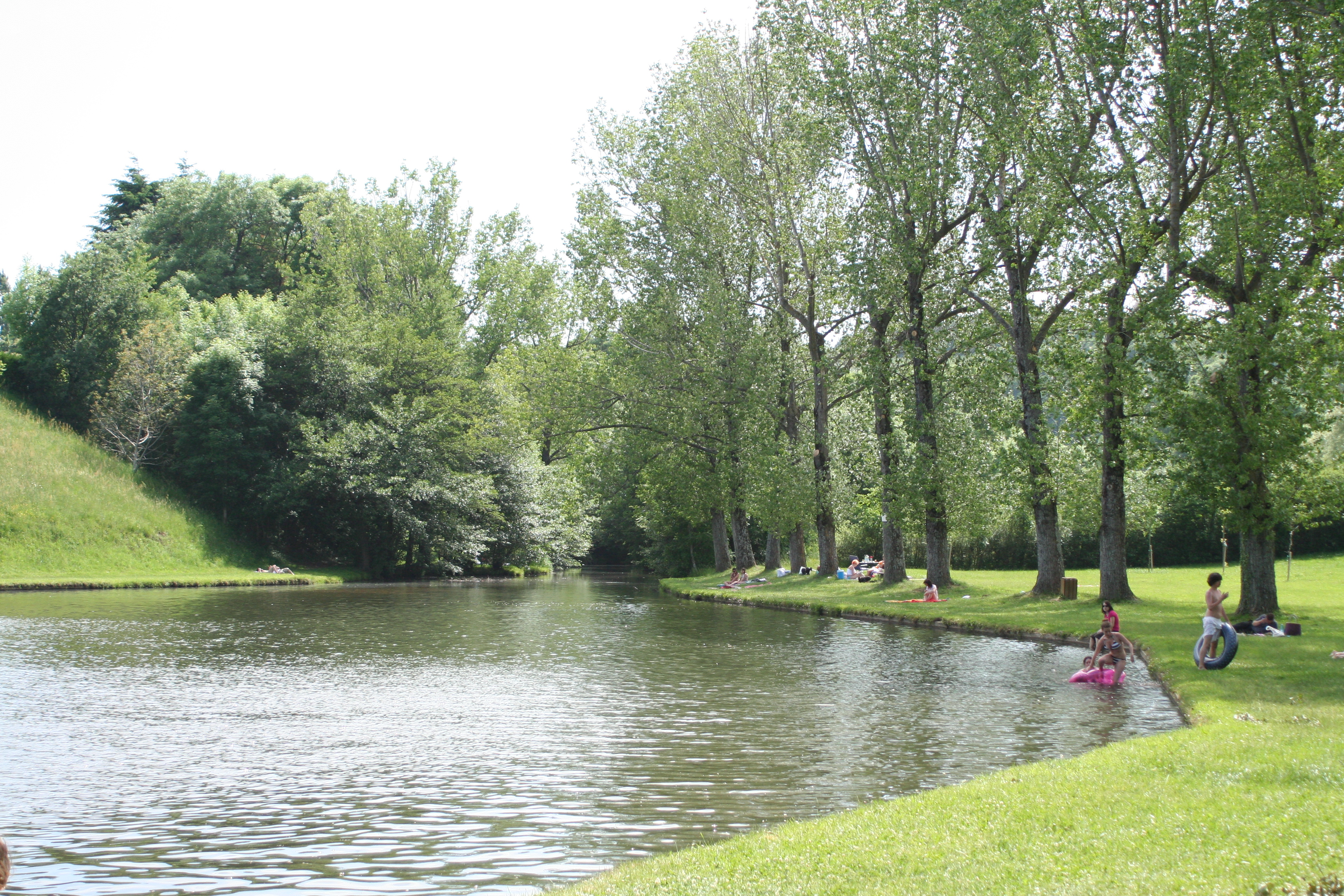
Le plan d'eau d'Alboussière sur le Duzon.

Le territoire de la commune est traversé par le Duzon, une rivière de 32,2 km qui rejoint le Doux sur la commune de Tournon-sur-Rhône, 5 km avant la confluence du Doux et du Rhône. Cette rivière alimente un petit plan d'eau, au centre de la commune.

### Voies de communication
Le territoire communal est traversé par l'ancienne route nationale 533, déclassée en RD 533 en 1972 et qui permet de relier Saint-Agrève à Valence, selon un axe approximativement orienté ouest-est. Le territoire est également traversé par les RD 14, RD 219 et RD 369.

#### Lieux-dits, hameaux et écarts
- Champ Blanc
- la Bâtie
- le Buisson
- la Chalaye
- le Grand Courbis
- le Mas
- le Petit Courbis
- le Pin de Barjac
- le Vivier
- la Rouveure
- Ponsoye

## Urbanisme

### Typologie
Au 1er janvier 2024, Alboussière est catégorisée bourg rural, selon la nouvelle grille communale de densité à 7 niveaux définie par l'Insee en 2022.
Elle est située hors unité urbaine. Par ailleurs la commune fait partie de l'aire d'attraction de Valence, dont elle est une commune de la couronne,. Cette aire, qui regroupe 71 communes, est catégorisée dans les aires de 200 000 à moins de 700 000 habitants,.

### Occupation des sols
L'occupation des sols de la commune, telle qu'elle ressort de la base de données européenne d’occupation biophysique des sols Corine Land Cover (CLC), est marquée par l'importance des forêts et milieux semi-naturels (49,8 % en 2018), en diminution par rapport à 1990 (51,1 %). La répartition détaillée en 2018 est la suivante : forêts (46,2 %), zones agricoles hétérogènes (32,6 %), prairies (11,5 %), zones urbanisées (6,1 %), milieux à végétation arbustive et/ou herbacée (3,7 %).
L'évolution de l’occupation des sols de la commune et de ses infrastructures peut être observée sur les différentes représentations cartographiques du territoire : la carte de Cassini (XVIIIe siècle), la carte d'état-major (1820-1866) et les cartes ou photos aériennes de l'IGN pour la période actuelle (1950 à aujourd'hui).

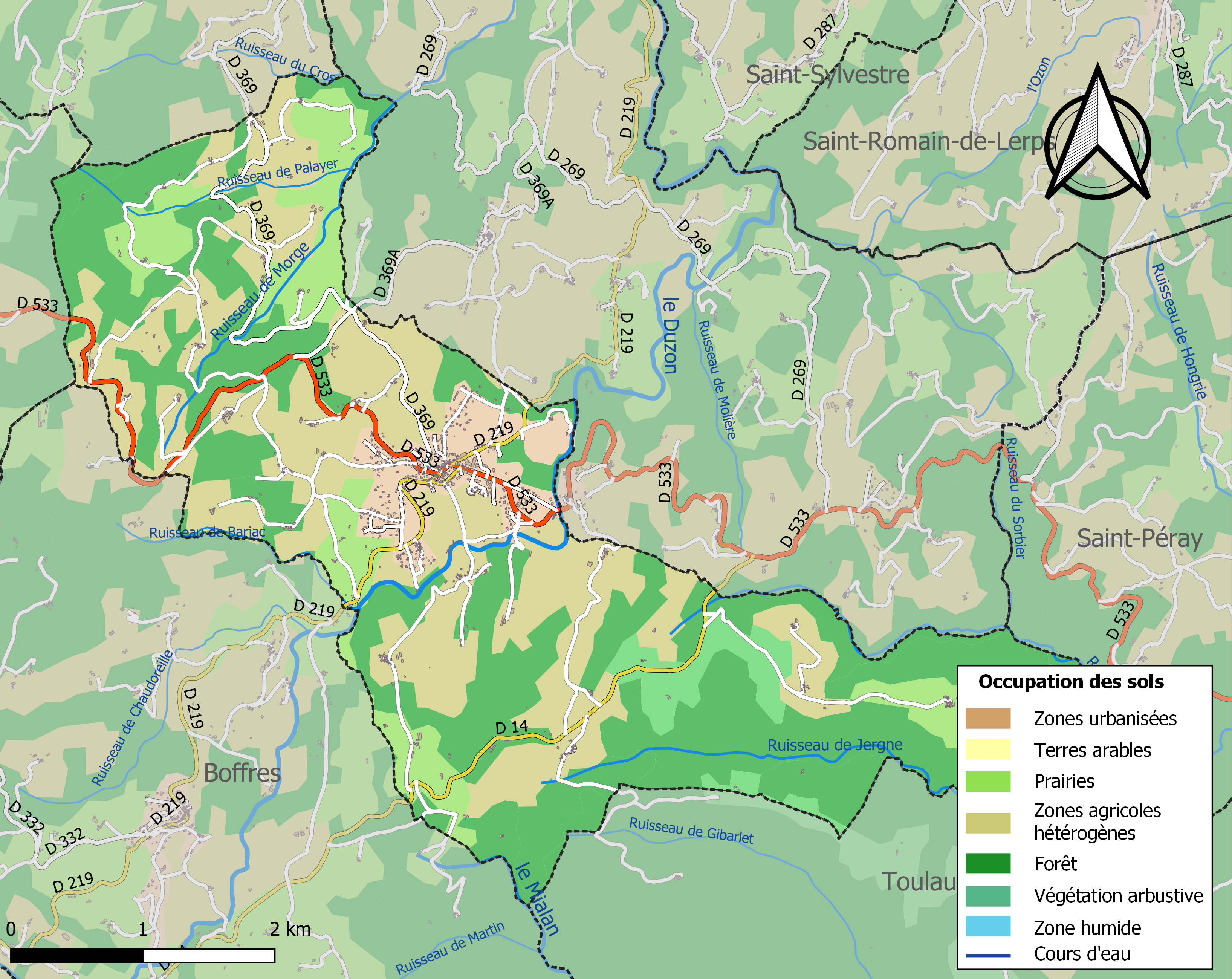
Carte des infrastructures et de l'occupation des sols de la commune en 2018 (CLC).

### Risques naturels

#### Risques sismiques
La totalité du territoire de la commune d'Alboussière est situé en zone de sismicité no 3 (sur une échelle de 1 à 5), comme la plupart des communes situées à proximité de la vallée du Rhône, mais en limite orientale de la zone no 2 qui correspond au plateau ardéchois.
| Type de zone | Niveau            | Définitions (bâtiment à risque normal) |
| ------------ | ----------------- | -------------------------------------- |
| Zone 3       | Sismicité modérée | accélération = 1,1 m/s2                |

## Toponymie
En occitan le nom de la commune est Albossèira, signifiant  « argousier ».

## Histoire

### Époque contemporaine
Dénommée Saint-Didier-de-Crussol durant l'Ancien Régime, la commune a été baptisée Dodival durant la Révolution française puis la municipalité fit la demande de prendre le nom d’Alboussière, officialisé par un décret du 13 novembre 1880 (l’origine du nom se trouve dans la présence d’argousiers). Un camp est ouvert à Alboussière en mai 1943 pour y accueillir des personnes âgées juives. 57 Juifs d'entre elles sont raflées le 18 février 1944, puis elles sont internées et dirigées vers Drancy. Ces personnes seront pour la plupart déportés vers Auschwitz où elles seront assassinées.
En 2012, un référendum est organisé au sujet de la fusion d'Alboussière avec la commune voisine de Champis. Le « non » l'emporte.

## Politique et administration

### Liste des maires
| Période                                  | Période                   | Identité              | Étiquette         | Qualité                                                            |
| ---------------------------------------- | ------------------------- | --------------------- | ----------------- | ------------------------------------------------------------------ |
| Les données manquantes sont à compléter. |                           |                       |                   |                                                                    |
| septembre 1801                           | octobre 1813              | Louis Balthazar Dubay |                   | Propriétaire                                                       |
| mars 1977                                | juin 1995                 | Robert Béraud         | PS                |                                                                    |
| juin 1995                                | mars 2014                 | Jacques Dubay         | DVD puis UDI (NC) | Commerçant Conseiller général du canton de Saint-Péray (2001-2015) |
| mars 2014                                | mai 2020                  | Philippe Ponton       | DVD               | Industriel                                                         |
| mai 2020                                 | En cours (au 6 août 2020) | Michel Mizzi          | DVG               | Conseiller pénitentiaire d’insertion                               |

## Population et société

### Démographie
Les habitants sont appelés les Alboussiérois et les Alboussiéroises.

#### Évolution démographique
L'évolution du nombre d'habitants est connue à travers les recensements de la population effectués dans la commune depuis 1793. Pour les communes de moins de 10 000 habitants, une enquête de recensement portant sur toute la population est réalisée tous les cinq ans, les populations de référence des années intermédiaires étant quant à elles estimées par interpolation ou extrapolation. Pour la commune, le premier recensement exhaustif entrant dans le cadre du nouveau dispositif a été réalisé en 2008.

En 2022, la commune comptait 1 026 habitants, en évolution de −0,87 % par rapport à 2016 (Ardèche : +2,48 %, France hors Mayotte : +2,11 %).
| 1793  | 1800 | 1806 | 1821  | 1831  | 1841  | 1846 | 1851  | 1856  |
| ----- | ---- | ---- | ----- | ----- | ----- | ---- | ----- | ----- |
| 1 005 | 941  | 945  | 1 054 | 1 059 | 1 040 | 958  | 1 077 | 1 081 |

| 1861  | 1866  | 1872 | 1876  | 1881  | 1886  | 1891 | 1896 | 1901 |
| ----- | ----- | ---- | ----- | ----- | ----- | ---- | ---- | ---- |
| 1 068 | 1 100 | 986  | 1 000 | 1 057 | 1 017 | 976  | 993  | 874  |

| 1906 | 1911 | 1921 | 1926 | 1931 | 1936 | 1946 | 1954 | 1962 |
| ---- | ---- | ---- | ---- | ---- | ---- | ---- | ---- | ---- |
| 871  | 877  | 842  | 800  | 798  | 827  | 853  | 758  | 726  |

| 1968 | 1975 | 1982 | 1990 | 1999 | 2006 | 2008 | 2013  | 2018 |
| ---- | ---- | ---- | ---- | ---- | ---- | ---- | ----- | ---- |
| 700  | 696  | 605  | 727  | 756  | 873  | 907  | 1 038 | 974  |

| 2022  | - | - | - | - | - | - | - | - |
| ----- | - | - | - | - | - | - | - | - |
| 1 026 | - | - | - | - | - | - | - | - |

#### Pyramide des âges
En 2021, le taux de personnes d'un âge inférieur à 30 ans s'élève à 32,0 %, soit au-dessus de la moyenne départementale (29,7 %). À l'inverse, le taux de personnes d'âge supérieur à 60 ans est de 30,0 % la même année, alors qu'il est de 32,8 % au niveau départemental.
En 2021, la commune comptait 469 hommes pour 536 femmes, soit un taux de 53,33 % de femmes, légèrement supérieur au taux départemental (51,22 %).
Les pyramides des âges de la commune et du département s'établissent comme suit :
| Hommes | Classe d’âge | Femmes |
| ------ | ------------ | ------ |
| 0,6    | 90 ou +      | 4,3    |
| 7,8    | 75-89 ans    | 13,2   |
| 17,7   | 60-74 ans    | 15,9   |
| 20,4   | 45-59 ans    | 18,4   |
| 19,7   | 30-44 ans    | 17,7   |
| 10,4   | 15-29 ans    | 10,1   |
| 23,3   | 0-14 ans     | 20,4   |

| Hommes | Classe d’âge | Femmes |
| ------ | ------------ | ------ |
| 1      | 90 ou +      | 2,5    |
| 9      | 75-89 ans    | 11,4   |
| 20,8   | 60-74 ans    | 21,1   |
| 21,2   | 45-59 ans    | 20,3   |
| 16,9   | 30-44 ans    | 16,5   |
| 14,2   | 15-29 ans    | 12,6   |
| 17     | 0-14 ans     | 15,6   |

### Enseignement
La commune est rattachée à l'académie de Grenoble.

### Médias
La commune est située dans la zone de distribution de deux organes de la presse écrite :
- L'Hebdo de l'Ardèche, journal hebdomadaire français basé à Valence et couvrant l'actualité de tout le département de l'Ardèche ;
- Le Dauphiné libéré, journal quotidien de la presse écrite française régionale distribué dans la plupart des départements de l'ancienne région Rhône-Alpes, notamment l'Ardèche. La commune est située dans la zone d'édition de Tournon.

La commune est située sur l'aire de diffusion de Ici Drôme Ardèche, une radio publique également diffusée sur tout le territoire du département de la Drome et de l'Ardèche.

### Cultes

#### Culte catholique
La communauté catholique d'Alboussière est rattachée à la paroisse « Saint-Pierre de Crussol », elle-même rattachée au diocèse de Viviers.

## Culture locale et patrimoine

### Lieux et monuments
- Château de Crozat.
- Jardin La Terre Pimprenelle, possédant le label « jardin remarquable » en Auvergne-Rhône-Alpes.
- Temple protestant édifié entre 1821 et 1823, en moellons de granit.
- Chapelle de Saint-Didier-de-Crussol.
- Église Saint-Didier d'Alboussière.
- Plan d'eau.

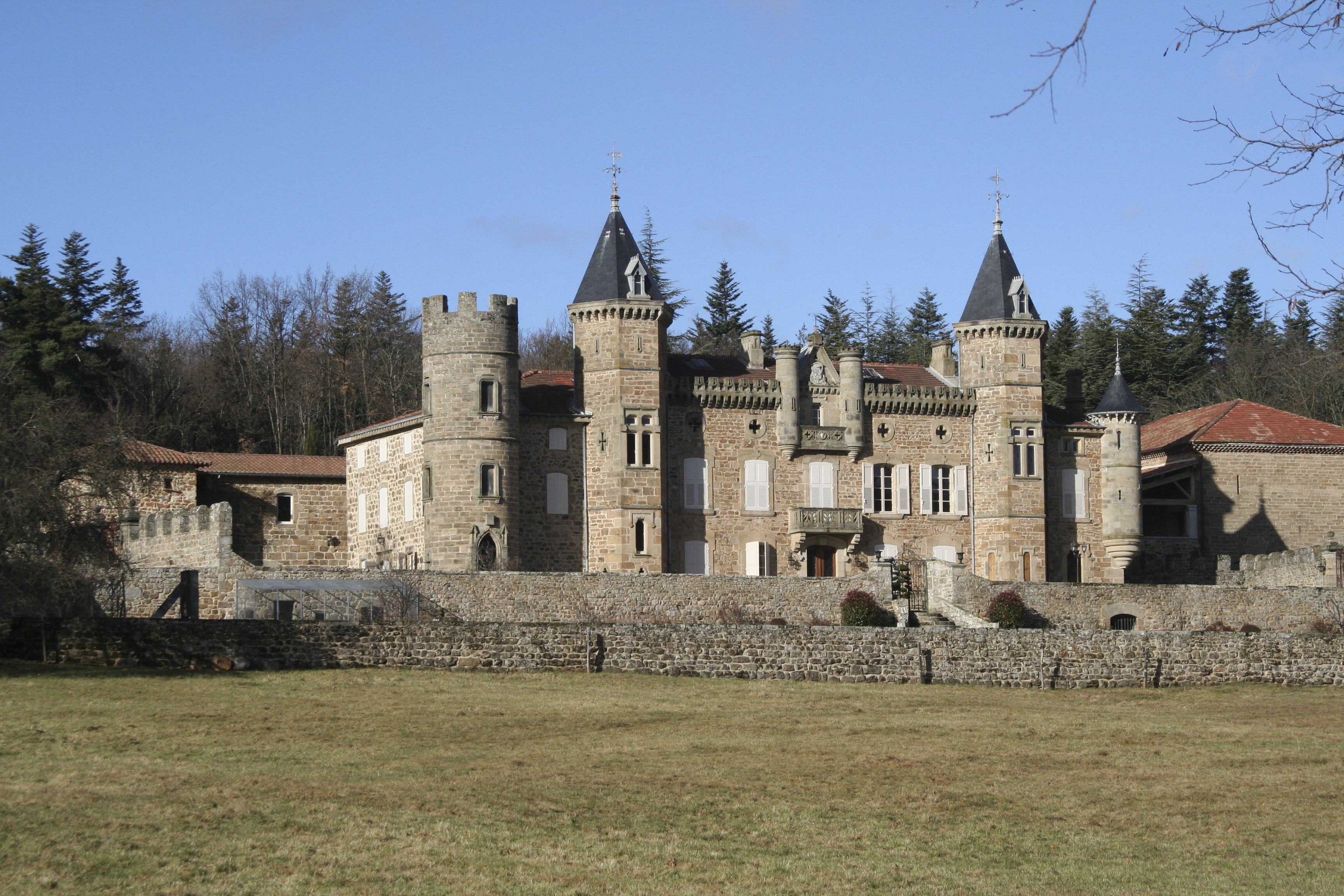
Le château de Crozat.
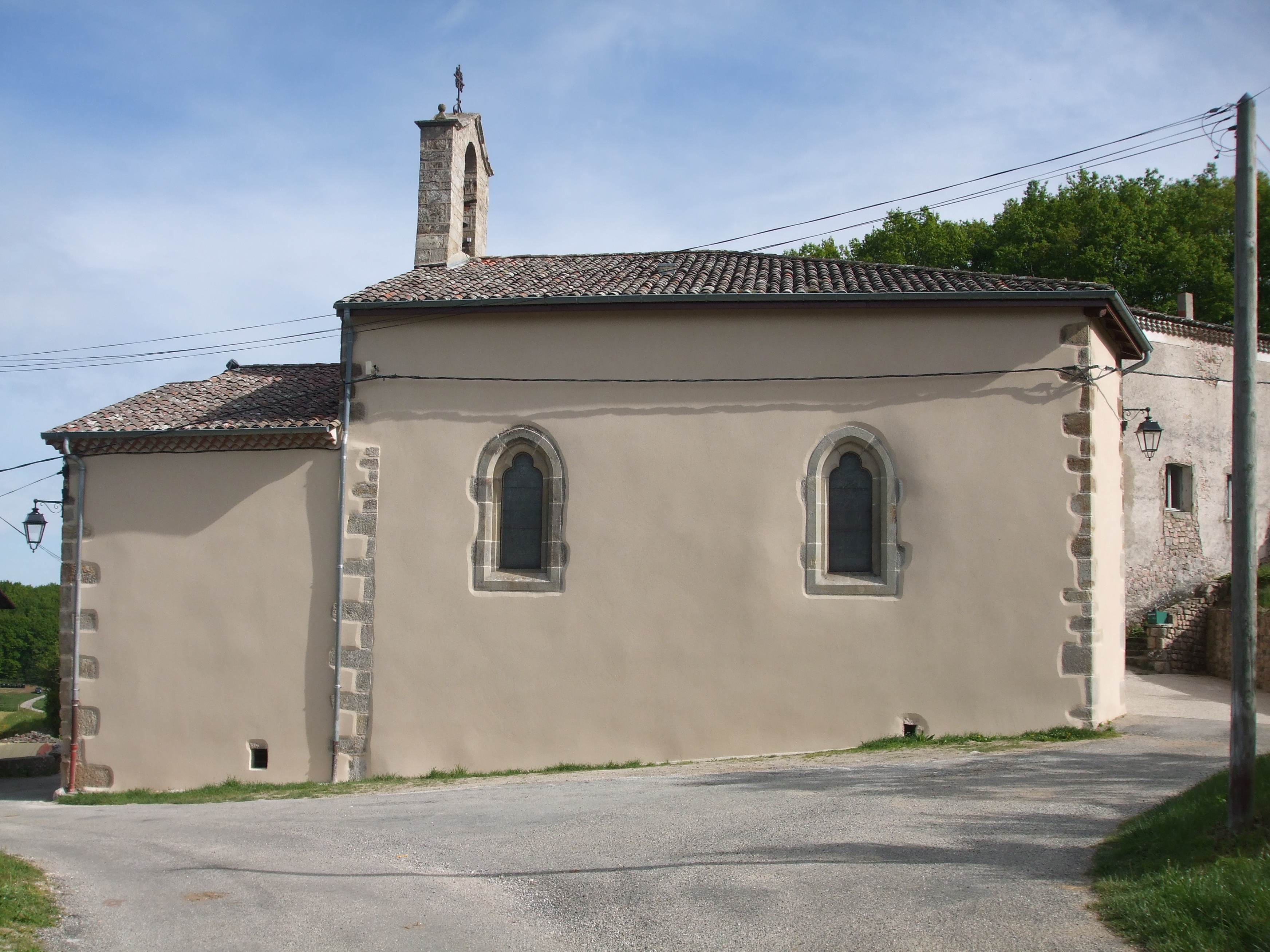
Chapelle de Saint-Didier-de-Crussol.
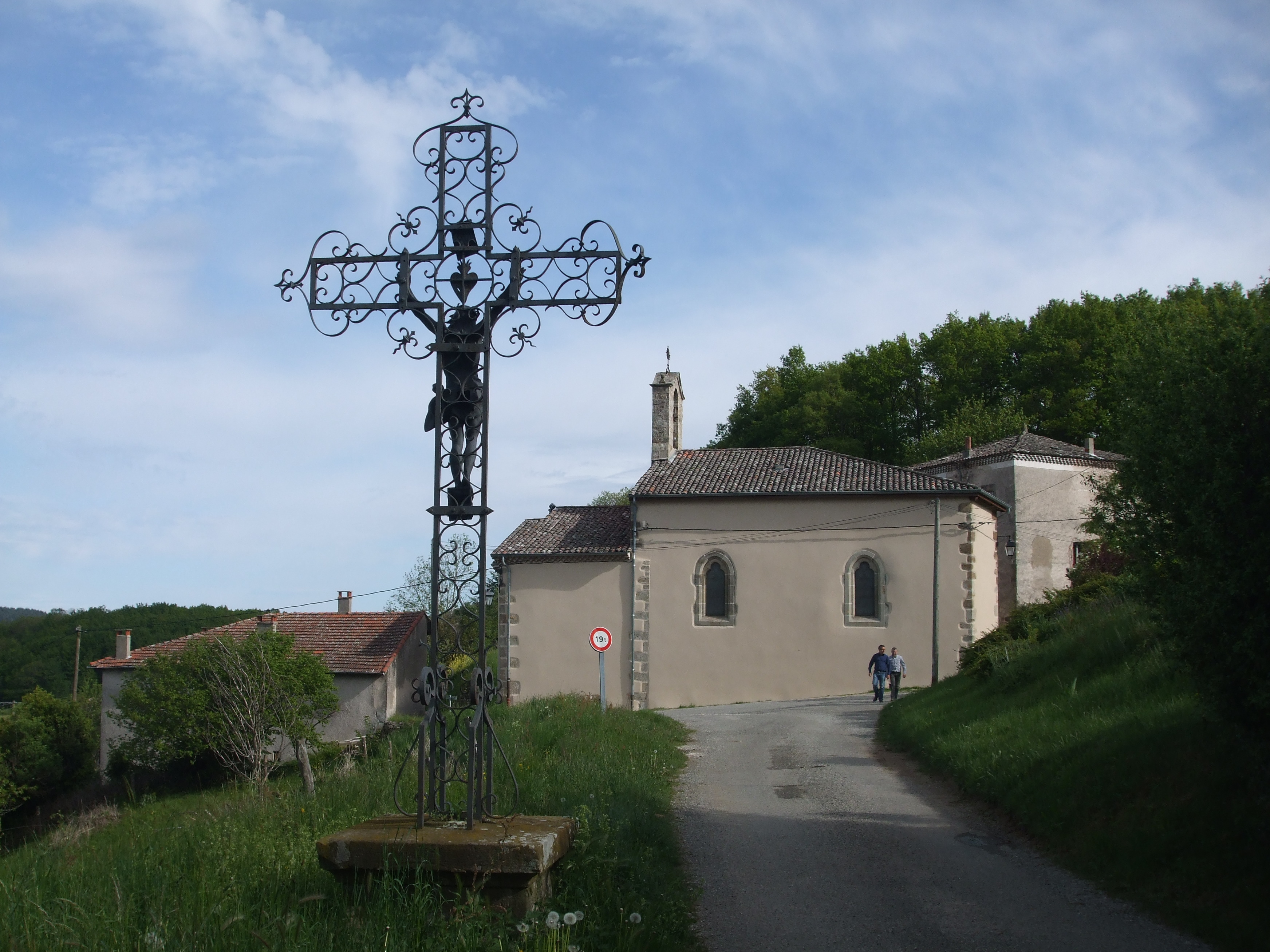
Croix en fer forgé.
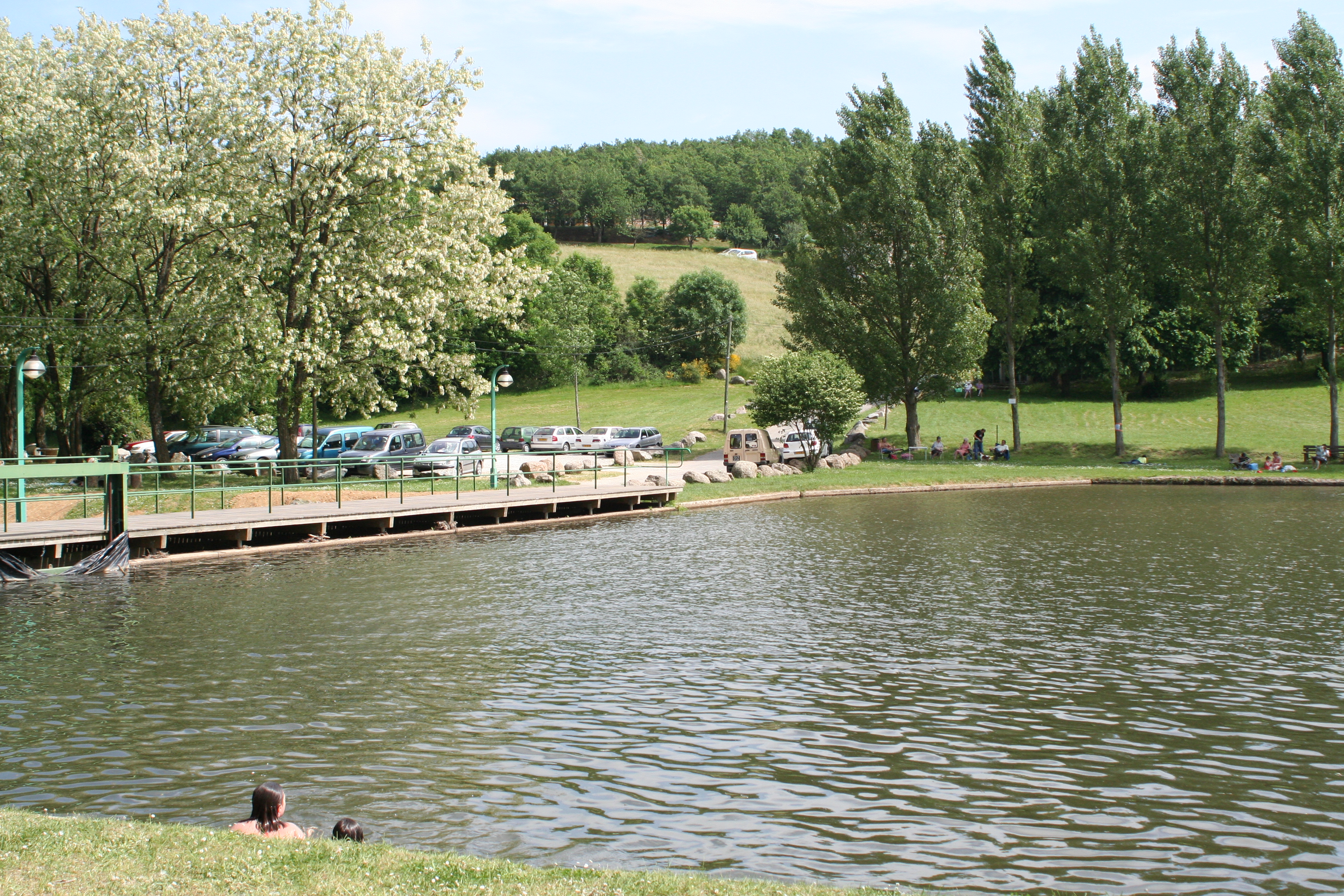
Plan d'eau d'Alboussière.

### Personnalités liées à la commune
- Edmond Ponsoye, pasteur et historien, d'une très ancienne famille possédant le hameau de Ponsoye sur la commune d'Alboussière.

### Héraldique
| Blason de Alboussière | Blason  | Parti : au 1er d'azur au bélier saillant d'argent, au 2e fascé d'or et de sinople. |
| Blason de Alboussière | Détails | Le statut officiel du blason reste à déterminer.                                   |